# Lee Sung-jin (boogschutter)

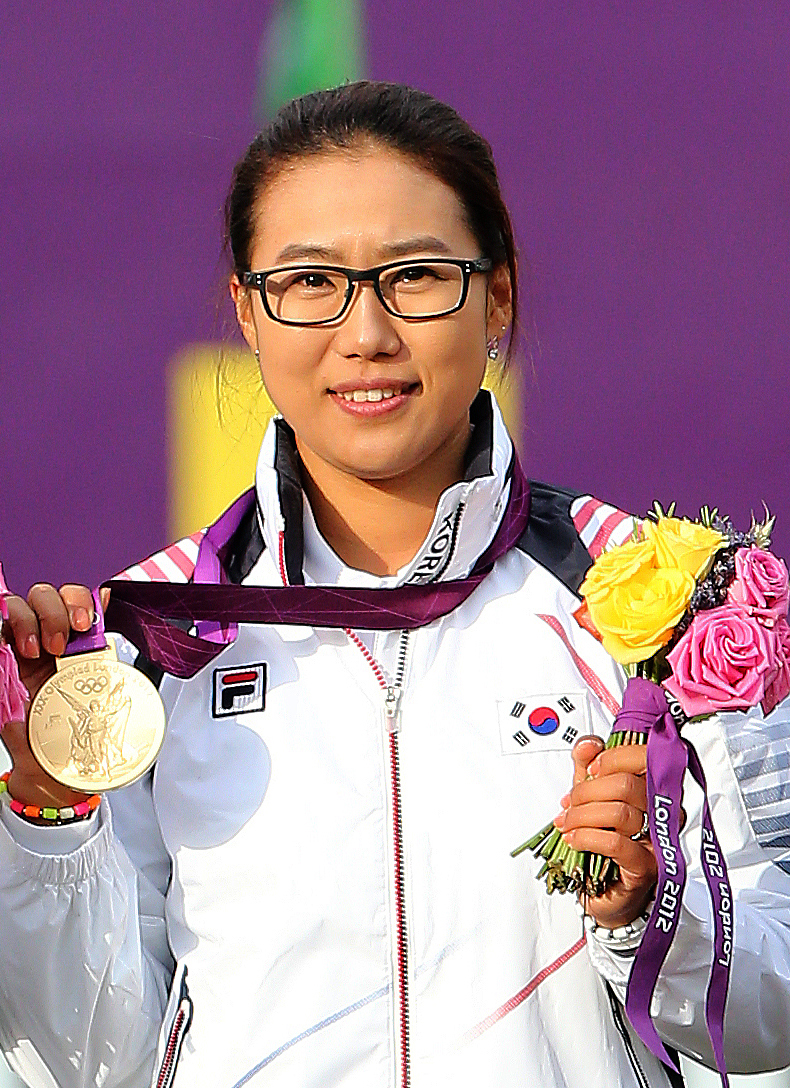
Lee Sung-Jin

Lee Sung-Jin (Koreaans: 이성진) (Chungcheongnam-do, 7 maart 1985) is een Koreaanse boogschutter.
Lee Sung-Jin is een Koreaanse naam, de familienaam is Lee. Lee was lid van het Koreaans Olympisch team in 2004 in Athene. Met haar teamgenoten Yun Mi-Jin en Park Sung-Hyun won ze de gouden medaille. Individueel verloor ze in de finale met twee punten van teamgenoot Park Sung-Hyun en ging met de zilveren medaille naar huis. Het jaar daarop werd Lee eerste bij de Universiade in İzmir.
Bij de Olympische Spelen van 2012 behaalde ze wederom met het Koreaanse vrouwenteam de gouden medaille. In de finale versloegen zij het Chinese team.

## Palmares
- 2004:  Olympische Spelen (team)
- 2004:  Olympische Spelen (individueel)
- 2005:  Universiade
- 2012:  Olympische Spelen (team)

1988: Kim S-n/Wang/Yun Y-s ·
1992: Cho/Kim S-n/Lee E-k ·
1996: Kim J-s/Kim K-w/Yoon H-y ·
2000: Kim N-s/Kim S-n/Yun M-j ·
2004: Lee S-j/Park/Yun M-j ·
2008: Joo/Park/Yun O-h ·
2012: Choi/Ki/Lee S-j ·
2016: Chang/Choi/Ki ·
2020: An/Jang/Kang ·
2024: Jeon/Lim/Nam